# 서아프리카 중앙은행
서아프리카 중앙은행(프랑스어: Banque centrale des États de l'Afrique de l'Ouest, BCEAO)은 서아프리카 경제통화공동체에서 사용되는 서아프리카 CFA 프랑을 발행하는 중앙은행이다. 1962년 설립되었다.

## 디지털 CFA
2025년 8월, BCEAO는 e-CFA 출시와 "Pi-Spi"라는 즉시 결제 플랫폼 구축을 발표했습니다..

## 구성원

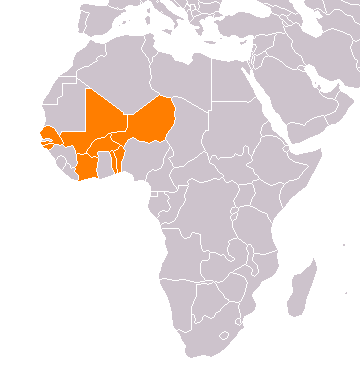
서아프리카경제연합 가맹국

8개의 가맹국이 있다.
- 기니비사우
- 니제르
- 말리
- 베냉
- 부르키나파소
- 세네갈
- 코트디부아르
- 토고

## 같이 보기
- 중앙아프리카 은행